# Oberschlesische Bergschule

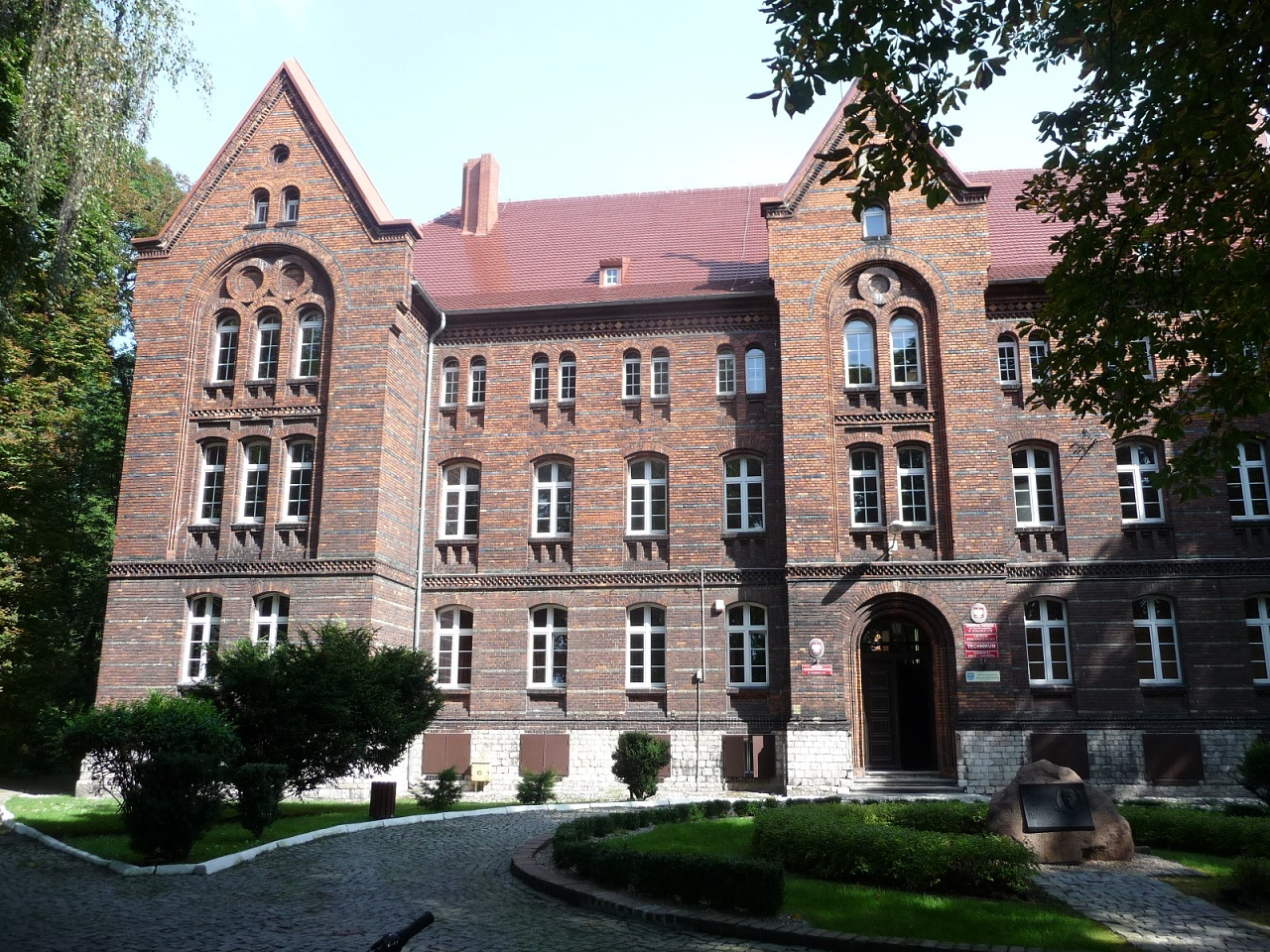
Das Gebäude in Peiskretscham (Pyskowice)

Die Oberschlesische Bergschule wurde am 14. Februar 1803 gegründet. Zunächst befand sie sich in der Stadt Tarnowitz, nach der Teilung Oberschlesiens zog sie in die Stadt Peiskretscham.

## Geschichte
Am 10. Mai 1801 forderte die Regierung das Bergamt in Tarnowitz dazu auf, für bergmännischen Unterricht zu sorgen. Zum 6. Januar 1803 verfügte das Oberbergamt über die Einrichtung mehrerer bergmännischer Fortbildungsschulen, welche in Tarnowitz und Königshütte entstanden. Dort sollte den jungen Bergleuten kostenlos das Lesen, Schreiben und Rechnen unterrichtet werden. Beide Schulen wurden am 14. Februar 1803 eröffnet. Zu Beginn hatte Tarnowitz zwölf Schüler und Königshütte 20 Schüler. Wöchentlich gab es vier Unterrichtsstunden. In Tarnowitz wurde für den Unterricht anfangs eine Stube im Bergamtshaus genutzt. Die Schule in Königshütte wurde Anfang 1805 wieder geschlossen. Auch die Schule in Tarnowitz pausierte 1804 für einige Zeit. Am 1. April 1804 wurde gegenüber dem Bergamtshaus ein Stockwerk gemietet. Unter Obersteiger Stroh wurde ab September 1810 der Unterricht auf weitere Fächer ausgeweitet. Stroh bemühte sich, die Schule auszubauen, mit seinem Tod 1822 ging die Schule ein. Ab 1837 sorgte Rudolf von Carnall (1804–1874) dafür, dass der Unterricht wieder aufgenommen werden konnte. Am 28. Januar 1839 wurde wieder mit dem Unterricht begonnen.
Am 1. August 1924 wurde die Bergschule aus der an Polen abgetretenen Stadt Tarnowitz ausgewiesen. Sie fand ihren neuen Standort im ehemaligen Lehrerseminar in Peiskretscham. Der erste Direktor dort war Hans Fromm.